# Leioproctus minor
Leioproctus minor är en biart som först beskrevs av Jesus Santiago Moure och Urban 1995.  Leioproctus minor ingår i släktet Leioproctus och familjen korttungebin. Inga underarter finns listade i Catalogue of Life.